# Ель-Маліха-еш-Шаркія
Ель-Маліха-еш-Шаркія (англ. al-Maliha al-Sharqiyah, араб. المليحة الشرقية) — поселення в Сирії, що складає невеличку друзьку общину в нохії Ель-Хірак, яка входить до складу мінтаки Ізра в південній сирійській мухафазі Дар'а.